# 순천 송광사 소조사천왕상 복장유물
순천 송광사 소조사천왕상 복장유물(順天 松廣寺 塑造四天王像 腹藏遺物)은 전라남도 순천시 송광면, 송광사에 있는 순천 송광사 소조사천왕상의 전체적인 해체보수 과정에서 발견된 복장전적 12종 14책, 인본다라니 383장, 후령통 등의 복장유물이다. 2006년 4월 28일 대한민국의 보물 제1468호로 지정되었다.

## 지정 사유
순천 송광사 소조사천왕상의 전체적인 해체보수 과정에서 불복장 유물을 수습하였는데 그 결과 복장전적 12종 14책, 인본다라니 383장, 후령통 등이 발견되었다.
특히, 복장유물 중에서도 사천왕상 출토 복장전적은 고려시대 교장(敎藏)의 성격을 밝히는 새로운 자료로서 가치가 높은 것으로 평가된다. 복장전적은 대부분 교장(敎藏)의 중수본(重修本)에 해당되는데 그중 일부는 재조본 대장경과 사찰본이 혼합되어 있다. 그러나 대각국사 의천(義天)이 주관하여 당시 교장도감(敎藏都監)에서 간행된 <교장(敎藏)>은 1000여종 가운데 국내외를 합쳐 모두 3종에 불과한 실정이며, 그 후 조선 세조가 간경도감(刊經都監)에서 중수한 책이 지금까지 송광사를 비롯하여 개인소장 등 대략 10종정도 알려져 있을 뿐이다.
그런데 송광사 사천왕상에서 발견된 교장 중수본은 무려 10종에 달하고 있어, 현재까지 알려진 종수와 동일한 수량이 발견되었다. 그리고 새로 발견된 중수본은 교장도감에서의 간행실태를 추정해 볼 수 있는 다음과 같이 다양한 성격을 지닌 판본들이다.
① 흥왕사 교장도감 이전에 이미 금산사 광교원에서 간행된 판본이 실재 존재하였다는 사실.
② 교장도감에서는 거란에서 입수한 목판본은 그대로 복각 간행하였다는 사실.
③ 사본으로 전해 오던 것을 조선 간경도감에서 정서본을 따로 마련하여 간행하였다는 사실.
이처럼 사천왕상 복장전적은 그 동안 학계에서 간헐적으로 논의되었던 내용들을 입증할 만한 새로운 자료로서의 가치가 있는 등 불교문화사 · 서지학 · 인쇄문화사적인 측면에서 중요성을 지닌다.
사천왕상 복장전적과 함께 출토된 인다라니경과 후령통 등도 불복장의 내용과 성격을 보여준다는 점에서 중요한 자료로 평가된다.

## 같이 보기
- 순천 송광사 소조사천왕상

## 참고 자료
- 순천 송광사 소조사천왕상 복장유물 - 국가유산청 국가유산포털